# Kanton Saint-Symphorien-d’Ozon
Der Kanton Saint-Symphorien-d’Ozon ist seit 1790 ein französischer Wahlkreis im Département Rhône in der Region Auvergne-Rhône-Alpes. Er umfasst zwölf Gemeinden im Arrondissement Lyon und hat seinen Hauptort (frz.: bureau centralisateur) in Saint-Symphorien-d’Ozon. Durch die landesweite Neuordnung der französischen Kantone wurde er 2015 leicht vergrößert.

## Gemeinden
Der Kanton besteht aus elf Gemeinden mit insgesamt 40.448 Einwohnern (Stand: 2022) auf einer Gesamtfläche von 113,75 km²:
| Gemeinde                       | Einwohner 1. Januar 2022 | Fläche km² | Dichte Einw./km² | Code INSEE | Postleitzahl |
| ------------------------------ | ------------------------ | ---------- | ---------------- | ---------- | ------------ |
| Chaponnay                      | 4.519                    | 18,89      | 239              | 69270      | 69970        |
| Communay                       | 4.524                    | 10,54      | 429              | 69272      | 69360        |
| Marennes                       | 1.979                    | 12,44      | 159              | 69281      | 69970        |
| Millery                        | 4.323                    | 9,22       | 469              | 69133      | 69390        |
| Montagny                       | 3.212                    | 8,30       | 387              | 69136      | 69700        |
| Orliénas                       | 2.633                    | 10,42      | 253              | 69148      | 69530        |
| Saint-Symphorien-d’Ozon        | 6.076                    | 13,37      | 454              | 69291      | 69360        |
| Sérézin-du-Rhône               | 3.057                    | 3,97       | 770              | 69294      | 69360        |
| Simandres                      | 1.886                    | 10,45      | 180              | 69295      | 69360        |
| Taluyers                       | 2.657                    | 8,09       | 328              | 69241      | 69440        |
| Ternay                         | 5.582                    | 8,06       | 693              | 69297      | 69360        |
| Kanton Saint-Symphorien-d’Ozon | 40.448                   | 113,75     | 356              | 6909       | –            |

Bis zur Neuordnung gehörten zum Kanton Saint-Symphorien-d’Ozon die 10 Gemeinden Chaponnay, Communay, Marennes, Mions (jetzt Teil der Métropole de Lyon), Saint-Pierre-de-Chandieu, Saint-Symphorien-d’Ozon, Simandres, Sérézin-du-Rhône, Ternay und Toussieu. Sein Zuschnitt entsprach einer Fläche von 123,59 km2. Er besaß vor 2015 einen anderen INSEE-Code als heute, nämlich 6938 und gehörte bis zur Schaffung der Métropole de Lyon zum Arrondissement Lyon. 

## Veränderungen im Gemeindebestand seit der landesweiten Neuordnung der Kantone
2018: Fusion Chassagny, Saint-Andéol-le-Château (Kanton Mornant) und Saint-Jean-de-Touslas (Kanton Mornant)  → Beauvallon

## Politik
| Vertreter im Départementsrat | Vertreter im Départementsrat      | Vertreter im Départementsrat |
| Amtszeit                     | Namen                             | Partei                       |
| ---------------------------- | --------------------------------- | ---------------------------- |
| 1994–2015                    | Raymond Durand                    | UDI                          |
| 2015–                        | Jean-Jacques Brun Mireille Simian | Les Républicains             |